# Diecezja Port-de-Paix
Diecezja Port-de-Paix (łac. Dioecesis Portus Pacis) – katolicka diecezja na Haiti należąca do archidiecezji Cap-Haïtien. Została erygowana 3 października 1861 roku.

## Ordynariusze
- Paul-Marie Le Bihain, S.M.M. (1928 – 1935)
- Albert-Marie Guiot, S.M.M. (1936 – 1975)
- Rémy Augustin, S.M.M. (1978 – 1982)
- François Colímon, S.M.M. (1982 – 2008)
- Pierre-Antoine Paulo, O.M.I. (2008 – 2020)
- Charles Peters Barthélus (od 2020)